# Univision Records
 Univision Records fue un sello discográfico fundado a mediados de 2001  A su sello pertenecieron los artistas Anasol, Pilar Montenegro, Anaís, Jennifer Peña, Pablo Montero, Daniel René, Duelo, y el ícono de la música ranchera mexicana, Pepe Aguilar.
En 2003, Jennifer Peña se convirtió en la única artista femenina nominada para un Grammy en la categoría Mejor álbum de música mexicana. La etiqueta se disolvió en mayo de 2008 con la adquisición de Univision Music Group por parte de Universal Music Latin Entertainment.

## Historia
En 2001, Univision compró el 50% de Disa Records y creó Univision Music Group. Además de Disa y Univision, el grupo discográfico también incluía a Fonovisa Records y fue la compañía de música latina número uno en los Estados Unidos durante su existencia. Univision Records cerró después de que Universal Music Group comprara Univision Music Group en 2008 y absorbiera a la compañía en su nueva división Universal Music Latin Entertainment.
En su catálogo, fungen muchas producciones importantes de la música latina y galardonadas en premiaciones como los Grammy, Grammy Latinos, Billboard, entre otros.